# 托海水电站
托海水电站位于中国新疆维吾尔自治区伊犁哈萨克自治州伊宁县墩麻扎镇托海村喀什河下游，西距伊宁市51千米。建于1988年，设计总装机容量4×12.5兆瓦。
电站大坝为混凝土双曲重力拱坝，坝长179.2米，最大坝高54.2米。